# Герман, Вуди
Вудро Чарлз Томас Герман, «Вуди» Герман (англ. Woodrow Charles Thomas Herman, «Woody» Herman; 16 мая 1913, Милуоки — 29 октября 1987, Лос-Анджелес) — американский джазовый кларнетист, руководитель джаз-бэнда.

## Жизнь и творчество
В.Герман считался музыкальным вундеркиндом, уже в 9-летнем возрасте он выступает на сцене водевиль-театра. В 1930 году он покидает Милуоки, и в 1934 году вступает в Биг Бэнд Айшема Джонса, а в 1936 году возглавляет Биг Бэнд. В конце 1936 года группа В.Германа дебютирует на Бруклине. В 1939 году, с хитом Woodchopper’s Ball, с записью которого было продано более 1 миллиона пластинок, Бин Бэнд становится одним из ведущих оркестров эпохи позднего свинга. В 1939 году он сменяет группу Гленна Миллера в «Гленн Айленд Казино», дважды приглашаются для выступлений в знаменитые Джаз-клубы 52-й Стрит.
В.Герман был великолепным джаз-кларнетистом, в своей игре он находился под влиянием исполнительской техники Фрэнка Трумбауэра. В первый состав Биг Бэнда входили такие замечательные музыканты, как пианист Ральф Бёрнс, гитарист Билли Бауэр, саксофонист Стэн Гетц, трубач Шорти Роджерс, ударник Дейв Таф. Певицей в этом составе была Франсез Уэйн. Игра биг-бэнда была столь впечатляющей, что в 1945 году для них написал музыку Игорь Стравинский («Эбони-концерт» для кларнета и джаз-бэнда).
После ухода из группы Д.Туга и некоторых других музыкантов В.Герман в 1947 году собирает в Лос-Анджелесе второй состав своего оркестра — с легендарной группой саксофонистов Четыре брата (в составе Гётца, Зута Симса, Сержа Халова и Герби Стюарта). Номера исполнителей были рассчитаны на 3 тенора и 1 баритон, и «братьям» предоставлялась возможность исполнить соло перед совместной финальной частью. Второй состав биг-бэнда работал до 1949 года, когда В.Герман получил ангажемент на Кубе, третий — с 1949 года.
В 1954 году музыканты предприняли большое турне по Европе, а в 1958 — по Южной Америке. В 1963 году состав биг-бэнда был опять обновлён, и снова — гастроли: в 1965 году — на фестивалях в Антибе и Сан-Франциско, в 1966 году — новое турне по Европе, в 1968 — джаз-фестиваль в Ньюпорте, в 1969 — гастроли по Германии. В 1974 году Биг Бэнд Вупи Германа аккомпанирует Фрэнку Синатре во время его концерта в Мэдисон-Сквер-Гарден, который транслировался ТВ и был посмотрен более чем 1 миллиардом зрителей. Популярность группы В.Германа была весьма высока и в 80-е годы.
В.Герман был как выдающимся организатором, так и замечательным музыкантом. В 50 — 60-е годы он экспериментирует с различными стилями современного джаза — с прохладным джазом и бибопом, которые сумел соединить в своих музыкальных композициях с традиционным джазом.